# Torneig de Getxo de futbol femení
El Torneig de Getxo de futbol femení és una competició esportiva de clubs de futbol femenins. De caràcter anual, fou creada la temporada 2006-07 i és organitzada pel Bizkarre CF. Hi participen els clubs bascos i els equips més importants de la competició de l'estat espanyol. A l'inici es celebrava entre el final de la Lliga espanyola i la Copa de la Reina, però posteriorment es va passar al juny a final de la temporada futbolística.
El dominador històric de la competició és el FC Barcelona Femení, amb quatre títols.

## Historial
| En negreta = Equip guanyador (1) = Nombre de títols Nota: Noms dels equips segons l'època |

| Edició | Temp.   | Data       | Campió                      | Resultat | Subcampió               | Seu                        | refs   |
| ------ | ------- | ---------- | --------------------------- | -------- | ----------------------- | -------------------------- | ------ |
| I      | 2006-07 | 07-04-2007 | FC Barcelona (1)            | 3-2      | Reial Societat          | Municipal de Fadura, Getxo | [ 2 ]  |
| II     | 2007-08 | 22-03-2008 | Oviedo Moderno (1)          | 1-0      | FC Barcelona            | Municipal de Fadura, Getxo | [ 3 ]  |
| III    | 2008-09 | 19-04-2009 | Rayo Vallecano (1)          | 1-0      | Oviedo Moderno          | Municipal de Fadura, Getxo | [ 4 ]  |
| IV     | 2009-10 | 03-04-2010 | Rayo Vallecano (2)          | 2-0      | Llevant UE              | Municipal de Fadura, Getxo | [ 5 ]  |
| V      | 2010-11 | 29-05-2011 | Atlético de Madrid (1)      | 1-0      | Athletic Club de Bilbao | Municipal de Fadura, Getxo | [ 6 ]  |
| VI     | 2011-12 | 03-06-2012 | FC Barcelona (2)            | 4-0      | Llevant UE              | Municipal de Fadura, Getxo | [ 7 ]  |
| VII    | 2012-13 | 02-06-2013 | FC Barcelona (3)            | 1-0      | Athletic Club de Bilbao | Municipal de Fadura, Getxo | [ 8 ]  |
| VIII   | 2013-14 | 01-06-2014 | Athletic Club de Bilbao (1) | 1-1      | FC Barcelona            | Municipal de Fadura, Getxo | [ 9 ]  |
| IX     | 2014-15 | 07-06-2015 | FC Barcelona (4)            | 1-0      | València CF             | Municipal de Fadura, Getxo | [ 10 ] |
| X      | 2015-16 | 19-06-2016 | Oviedo Moderno (2)          | 1-0      | ASJ Soyaux-Charente     | Municipal de Fadura, Getxo | [ 11 ] |
| XI     | 2016-17 | 18-06-2017 | Athletic Club de Bilbao (2) | 1-0      | Atlético de Madrid      | Estadi de Bolue, Getxo     | [ 12 ] |
| XII    | 2017-18 | 10-06-2018 | València CF (1)             | 5-1      | SD Eibar                | Municipal de Fadura, Getxo | [ 13 ] |
| XIII   | 2018-19 | 09-06-2019 | Bizkerre CF (1)             | 2-1      | Añorga KKE              | Municipal de Fadura, Getxo | [ 14 ] |